# پامیر-آلای

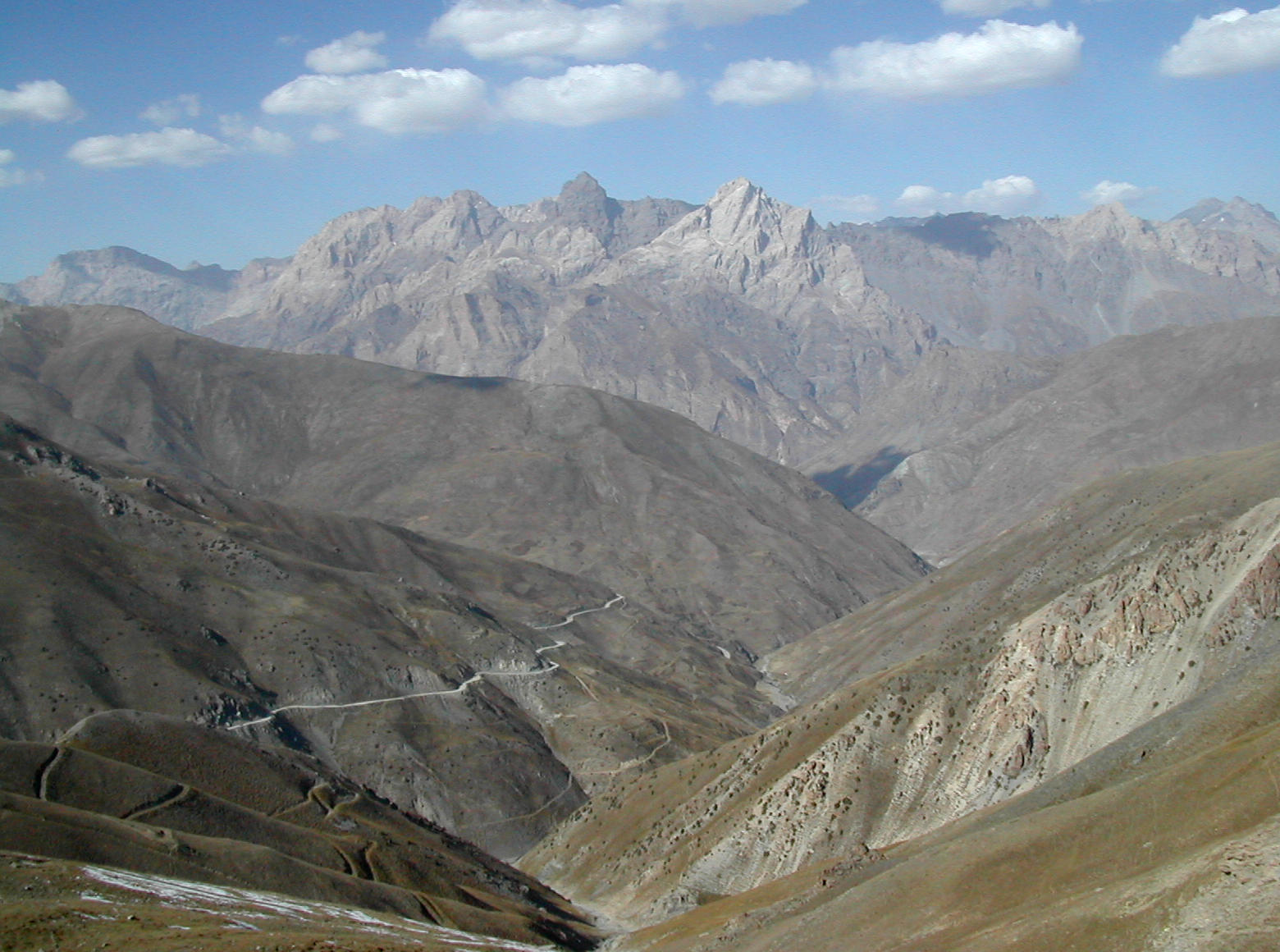
نمایی از رشته‌کوه زرافشان در نزدیکی گردنهٔ انزاب در تاجیکستان

پامیر-آلای (به تاجیکی: Помиру-Олой) یک سامانهٔ کوهستانی و بخشی از رشته‌کوه پامیر است که در کشورهای تاجیکستان، قرقیزستان، و ازبکستان گسترده شده‌است. گسترهٔ آن از شمال به دره فرغانه - که درهٔ رود سیردریا است - و از سوی جنوب به درهٔ رود وخش می‌رسد. بلندترین قله‌اش پیک اسکالیستی (به روسی: пик Скалистый)، با بلندای ۵٬۶۲۱ متر در رشته‌کوه ترکستان جای دارد.
سامانهٔ پامیر-آلای رشته‌کوه‌های زیر را در خود جای داده‌است:
- رشته‌کوه آلای
- رشته‌کوه زرافشان
- رشته‌کوه ترکستان
- رشته‌کوه کویتن‌داغ
- رشته‌کوه حصار (به همراه کوهستان فان در شمال رشته‌کوه حصار)